# 青山有紀
青山 有紀（あおやま ゆき、1974年6月21日 - ）は、京都府出身のオンラインショップ経営者。

## 来歴
1974年、京都府京都市生まれ。喫茶店を営む両親の下3人兄弟の次女として生まれる。大学卒業後は化粧品メーカーに勤務。姉が東京で料理店を開くことから下向し手伝いを始める。その後、姉が病に倒れたため店の経営に携わる。2006年に姉が他界したことを切っ掛けに薬膳の勉強を始める。2009年から国立北京中医薬大学日本校で学び、2010年に国際中医薬膳師資格取得。
青葉台にある「青家 本店」でおばんざいと祖父が韓国出身者であったことから朝鮮料理を提供していたが、2018年に閉店。
2010年6月にインテリアディレクターの男性と結婚していたが、2019年に離婚した。子供はいない。

## 商品企画
- 2011年11月9日海鮮居酒屋はなの舞、かぼちゃのチーズチヂミ・かぼちゃの海老はさみ天ぷら
- 2012年ミニストップ、ハロハロ宇治金時
- 2012年5月15日～6月3日ミニストップ、幸せごはんできましたよ。
- 2012年ミニストップ、豆乳ドーナツきなこ

## 著書
- 青山有紀の韓国レシピ（日東書院本社 2012年3月22日）
- おうちでできる簡単薬膳レシピ（講談社 2011年12月10日）
- 韓国温めごはん～おうちでかんたん！韓国家庭料理57レシピ～（大和書房 2011年12月24日）
- 週末京都（ACCESS 2012年1月20日）
- 青山有紀の幸せ和食レシピ（日東書院本社 2011年4月28日、帯宣伝に川越達也が参加）
- 症状別 毎日の薬膳ごはん（マイナビ文庫 2011年12月27日）
- 毒出し完全スープ～「いのち」をはぐくむアーユルヴェーダ式～（蓮村誠と共著。大和書房 2011年10月10日）
- 青山有紀のナチュラルスイーツ～ざくざく、しっとり、ふわふわ、食感が楽しい！～（日東書院本社 2012年5月30日）
- 症状別 毎日の薬膳ごはん（マイナビ文庫 2011年12月27日）
- 薬膳で楽しむ毒出しごはん（マイナビ文庫 2012年10月31日）
- 会員制おばんざい店の人気の味、いただきます!「青家」のごはん（集英社 2013年4月5日）
- 青山有紀のおばんざい弁当（日東書院本社 2013年2月28日）